# Payzac, Dordogne
Payzac (occitanska: Paisac de la Noalha) är en kommun i departementet Dordogne i regionen Nouvelle-Aquitaine i sydvästra Frankrike. Kommunen ligger i kantonen Lanouaille som tillhör arrondissementet Nontron. År 2022 hade Payzac 977 invånare.

## Befolkningsutveckling
Antalet invånare i kommunen Payzac
Referens:INSEE